# Cosmochthonius ponticus
Cosmochthonius ponticus är en kvalsterart som beskrevs av Gordeeva 1980. Cosmochthonius ponticus ingår i släktet Cosmochthonius och familjen Cosmochthoniidae. Inga underarter finns listade i Catalogue of Life.